# Trnávka (Trebišov)
Trnávka (1948–1973 und vor 1927 slowakisch „Trnavka“ – 1927–1948 „Ternavka“; ungarisch Tarnóka) ist eine Gemeinde im Osten der Slowakei mit 175 Einwohnern (Stand 31. Dezember 2024), die zum Okres Trebišov, einem Kreis des Košický kraj, gehört. Sie ist Teil der traditionellen Landschaft Zemplín.

## Geographie
Die Gemeinde befindet sich im westlichen Teil des Ostslowakischen Tieflands, genauer im Ostslowakischen Hügelland, am östlichen Fuß des Gebirges Slanské vrchy, am Flüsschen Trnávka im Einzugsgebiet der Ondava. Das Ortszentrum liegt auf einer Höhe von 192 m n.m. und ist drei Kilometer von Sečovce sowie 15 Kilometer von Trebišov entfernt (Straßenentfernung).
Nachbargemeinden sind Sečovce im Norden und Osten, Zbehňov im Süden, Malé Ozorovce im Westen und Dargov im Nordwesten.

## Geschichte
Trnávka wurde zum ersten Mal 1308 schriftlich erwähnt, weitere historische Bezeichnungen sind unter anderen Tharnoka (1459), Ternowka (1773) und Trnowka (1808). 1459 war das Dorf Besitz der Familie Sempsey, im Jahr 1487 der Familie Tárczay. Im frühen 17. Jahrhundert lag Trnávka in der Herrschaft von Trebišov, ab 1637 teilweise in der Herrschaft von Humenné, im 18. Jahrhundert waren Mitglieder der Familie Kálnássy Gutsherren.
1715 gab es einen verlassenen und sieben bewohnte Haushalte. 1787 hatte die Ortschaft 40 Häuser und 208 Einwohner, 1828 zählte man 34 Häuser und 276 Einwohner, die als Landwirte und Obstbauern tätig waren.
Bis 1918/1919 gehörte der im Komitat Semplin liegende Ort zum Königreich Ungarn und kam danach zur Tschechoslowakei beziehungsweise heutigen Slowakei. In der Zeit der ersten tschechoslowakischen Republik waren die Einwohner weiterhin in traditionellen Wirtschaftszweigen beschäftigt. Im Verlauf des Zweiten Weltkriegs wurde der Ort am 26. November 1944 von deutschen Truppen in Brand gesetzt.

## Bevölkerung
| Jahr                | 1994 | 2004    | 2014    | 2024    |
| ------------------- | ---- | ------- | ------- | ------- |
| Anzahl der Personen | 161  | 164     | 180     | 175     |
| Unterschied         |      | +1,86 % | +9,75 % | −2,77 % |

| Jahr                | 2023 | 2024    |
| ------------------- | ---- | ------- |
| Anzahl der Personen | 169  | 175     |
| Unterschied         |      | +3,55 % |

Nach der Volkszählung 2011 wohnten in Trnávka 172 Einwohner, davon 169 Slowaken. Drei Einwohner machten keine Angabe zur Ethnie.
79 Einwohner bekannten sich zur griechisch-katholischen Kirche, 72 Einwohner zur römisch-katholischen Kirche, drei Einwohner zur Evangelischen Kirche A. B. und ein Einwohner zur reformierten Kirche. 14 Einwohner waren konfessionslos und bei drei Einwohnern wurde die Konfession nicht ermittelt.

## Verkehr
Nahe Trnávka passiert die Cesta I. triedy 19 („Straße 1. Ordnung“, E 50, E 58) zwischen Košice und der Grenze zur Ukraine bei Vyšné Nemecké, ins bebaute Ortsgebiet führt die kurze Cesta III. triedy 3651 („Straße 3. Ordnung“). Der nächste Bahnanschluss ist in Sečovce an der Bahnstrecke Trebišov–Vranov nad Topľou, seit 2003 wird der dortige Bahnhof im regelmäßigen Personenverkehr nicht mehr angefahren, der nächste angefahrene Bahnhof ist seither in Trebišov.